# Алішер Мірзоєв
Алішер Мірзоєв (нар. 22 червня 1998) — таджицький та російський футболіст, півзахисник молдовського клубу «Сперанца» (Ніспорени).

## Клубна кар'єра
Вихованець душанбинського «Істіклола», у складі якого виступав за дублюючий склад. Наприкінці березня 2018 року підписав контракт зі «Сперанцею». У футболці ніспоренського клубу дебютував 28 квітня 2018 року в нічийному (0:0) домашньому поєдинку 5-о туру Національного дивізіону проти «Петрокуба». Алішер вийшов на поле на 67-й хвилині, замінивши Станіслав Синьковського. Дебютним голом у Національному дивізіоні відзначився 30 вересня 2018 року на 73-й хвилині програного (1:2) домашнього поєдинку 22-о туру чемпіонату Молдови проти бєльцінської «Зарі». Мірзоєв вийшов на поле на 69-й хвилині, замінивши Йона Дігорі.
У 2020 році виступав за аматорський клуб «Зеніт» (Пенза), після чого у березні 2021 року перейшов до киргизького клубу «Алай». 
У 2022 році грав за «Алустон-ЮБК» у чемпіонаті окупованого Криму, після чого повернувся до Росії і виступав за СКА (Ростов-на-Дону).

## Статистика виступів

### Клубна
Станом на 3 листопада 2019.
| Клуб                   | Сезон             | Ліга                  | Ліга  | Ліга | Кубок | Кубок | Континентальний | Континентальний | Інші  | Інші | Загалом | Загалом |
| Клуб                   | Сезон             | Дивізіон              | Матчі | Голи | Матчі | Голи  | Матчі           | Голи            | Матчі | Голи | Матчі   | Голи    |
| ---------------------- | ----------------- | --------------------- | ----- | ---- | ----- | ----- | --------------- | --------------- | ----- | ---- | ------- | ------- |
| «Сперанца» (Ніспорени) | 2018              | Національний дивізіон | 14    | 1    | 3     | 0     | 0               | 0               | 0     | 0    | 17      | 1       |
| «Сперанца» (Ніспорени) | 2019              | Національний дивізіон | 17    | 1    | 1     | 0     | 1               | 0               | 0     | 0    | 19      | 1       |
| Усього за кар'єру      | Усього за кар'єру | Усього за кар'єру     | 31    | 2    | 4     | 0     | 1               | 0               | 0     | 0    | 36      | 2       |

Примітки
1. 1 2  Матчі у кубку Молдови
2. ↑  Матчі у Лізі Європи